# Porribius pacificus
Porribius pacificus (лат.) — вид блох из семейства Ischnopsyllidae, паразитирующих на летучих мышах. Находится под угрозой исчезновения в Новой Зеландии (New Zealand bat flea). Впервые вид был описан в 1946 году по образцам, собранным в окрестностях Мастертона (Северный остров, Новая Зеландия) в 1915 году. Вид приспособлен к жизни с новозеландской длиннохвостой летучей мышью Chalinolobus tuberculatus, вымирающим эндемиком Новой Зеландии; как и у этого вида летучих мышей, ближайшие родственники блохи находятся в Австралии, и её предок, вероятно, колонизировал Новую Зеландию из Австралии вместе со своим хозяином в течение последних 2 миллионов лет. Также было зарегистрировано, что она живет на новозеландской малой короткохвостой летучей мыши (Mystacina tuberculata), но эти случаи считаются случайными. От близких видов отличается следующими признаками: на каждом боку головы два преоральных шипика, на пронотуме и тергитах есть ктенидии.
В 2015 году Департамент охраны природы присвоил новозеландской блохе Porribius pacificus природоохранный статус «национально уязвимой, аналогично категории Уязвимые виды (Vulnerable) Международного союза охраны природы.